# Ediciones Aljibe
Ediciones Aljibe es una editorial española fundada en 1990 en Archidona (provincia de Málaga) por Rafael Bautista. Está especializada en el campo de la educación, la psicología y la pedagogía.

## Historia
La editorial Aljibe inició su andadura con la edición de la obra "Necesidades Educativas Especiales” como respuesta a las inquietudes de la comunidad educativa y al entonces nuevo marco de las necesidades educativas especiales. Tras esta primera obra nació "Manual de Logopedia Escolar", libro de enfoque práctico que plasma la visión realista de las alteraciones del lenguaje. Así nace su colección de adaptaciones curriculares de las distintas materias, que busca dar respuesta a la problemática que planteaba la LOGSE y luego la LOE con respecto a la educación para la diversidad. 
En el campo de las monografías especializadas, ediciones Aljibe ha abierto la puerta a autores como Antonio Bolívar, Julio Cabero Almenara, José Luis Gallego Ortega, Miguel Ángel Santos Guerra, Humberto Maturana, Miguel López Melero, Juan de Pablo Pons o Julio Ruiz Palmero.
Aljibe dispone, en el conjunto de todas sus colecciones, de seiscientas referencias vivas que se van ampliando cada año y gracias a los avances en el sector de las comunicaciones, se encuentran presente en mercados como México, Argentina, Perú, Colombia y Venezuela.

## Líneas de producto
- Adaptaciones Curriculares
- Arauca. Temas del nuevo siglo
- Audición y Lenguaje
- Aulae
- Ciencias de la Educación
- Colección Natura
- Cuadernos de Apoyo a la Lecto-escritura
  - ¡Ya leo!
- Cuadernos de Atención a la Diversidad
  - ¡Ya calculo!
  - ¡Ya cuento y calculo!
  - ¡Ya cuento!
- Cuadernos para el Alumnado
  - Cuadernons de Refuerzo y Apoyo
  - Cuadernos de Comprensividad y Diversidad
  - Cuadernos de Lengua y Comunicación
- Dinámicas, técnicas y recursos en Educación
- Diversidad y Dificultades de Aprendizaje
  - Escuela y Necesidades Educativas Especiales
- Educación Secundaria
  - Ciencias para todos
- Enciclopedias y Diccionarios
- Expresión Corporal, Plástica y Musical
  - Expresión Corporal
  - Expresión Musical
  - Expresión Plástica
- Historia
- Lengua y Literatura
- Literatura
  - Aljibe Literario
  - Ensayos
  - Erótica
  - Literatura de Primaria
    - Colección CuentoEduca
    - Colección Lectura.es
    - Strado & Various

  - Literatura de Secundaria y Bachillerato
  - Novelas de Aventuras de Emilio Salgari
  - Otros
  - Relatos de Misterio y Terror
- Matemáticas
- Monográficos Aljibe
- Orientación
- Otros títulos
- Psicología
- Psicología y Salud
  - Colección Psicología y Salud
- Salud y Calidad de Vida
- Sociología